# Leoluca Orlando
Leoluca Orlando (n. 1 august 1947, Palermo, Italia) este un politician italian.